# Город Эмбер: Побег
«Город Эмбер: Побег» (англ. City of Ember), «Город тлеющих угольков» — американский фантастический художественный фильм режиссёра Гила Кинана, повествующий о подземном городе, созданном перед апокалипсисом для сохранения жизни на планете, и о двух подростках, которые решили найти выход из него. В основу фильма положен сюжет фантастического романа Джин Дюпро «Город Эмбер: Побег» (2003). Фильм снят в стилистике стимпанка (кинокритики обращают внимание на сходство фильма с «Городом потерянных детей» Жан-Пьера Жене).
Картина провалилась в прокате, собрав около 18 миллионов долларов при бюджете в 55 миллионов.

## Сюжет
Уже много поколений люди живут в подземном городе, освещаемом только фонарями. Создатели города рассчитывали, что жители смогут выйти на поверхность через 200 лет, и оставили инструкции, запечатанные в металлической шкатулке, которая автоматически должна была открыться через 200 лет. Она передавалась от одного мэра города к следующему. Однако случайно цепочка прервалась, и шкатулка с инструкциями была утеряна.
Давно минули 200 лет, запасы продовольствия на исходе, а сердце подземного города — электрический генератор — исчерпал срок своей службы и работает буквально на честном слове, периодически отключаясь, но мэр (Билл Мюррей) не видит в этом большой проблемы… для себя и не собирается искать пути спасения для остальных жителей.
Придя на работу сантехника, Дун пытается открыть дверь к генератору, но та заперта. Взяв карту у старшего сантехника Сала (Мартин Ландау), пока тот спит, Дун отправляется исследовать подземелья города и находит тоннель, который был стёрт с карты Сала и упирается в запертую комнату под номером 351. Затем Дун открывает люк в потолке и оказывается в кладовке, откуда его выгоняет кладовщик Лупер (Маккензи Крук).
Лина Мэйфлит тем временем работает посланником (передаёт сообщения). Однажды она передаёт сообщение работнице оранжереи Клэри (Мэрианн Жан-Батист) и видит человека, который выходил за окраины города. Тот принёс с собой огромный рог, похоже принадлежавший насекомому.
В доме бабушки Лина находит ту самую шкатулку, которую мэры города передавали друг другу. Она пытается восстановить послание от Создателей города, которое похоже на некую инструкцию, а также разгадать тайну пластиковой карточки со странными символами.
Как-то раз Лина передает послание от кладовщика Лупера мэру города («Ваш подарок готов»). В мэрии она видит портрет своего прапрадедушки и на одном из портретов мэров прошлого видит таинственную шкатулку, которую нашла в доме бабушки.
Дун и Лина отправляются в таинственный тоннель к комнате 351 и видят Лупера с товарищем, на которых нападает гигантское животное (многократно увеличенный в размерах крот звездонос). Убегая от крота, те роняют коробку с едой. Дун открывает люк на склад и помогает Лине выбраться из подземелья, а сам убегает по тоннелям. Гигантский крот преследует Лину на складе, но Дуну удаётся отвлечь его внимание и спасти подругу.
На каске Дуна девочка видит свою фамилию Мейфлит и спрашивает, откуда она тут. Дун объясняет, что до него каска принадлежала человеку, который утонул. Лина отправляется к работнице оранжереи Клэри и спрашивает, как погиб её отец. Та отводит девочку в тайное убежище в оранжерее и объясняет, что отец Лины также верил в Судный день и стремился найти выход из города. Он считал, что надо найти куда течёт подземная река, но тоннель затопило, и он погиб. Тем временем Дун понимает, что его отец Лорис Харроу (Тим Роббинс) вместе с отцом Лины пытался покинуть город.
Лина собирается отнести шкатулку мэру, но понимает, что тот не собирается решать проблемы города. Вместо того, чтобы что-то предпринять, мэр на городском собрании предлагает создать особый Комитет по изучению отключений.
На улице Лина встречает свою подругу Лиз, которая тащит сумку с едой. Лиз объясняет подруге, что это еда от её парня, который нашёл забитые едой склады на окраинах города. Позже оказывается, что её парень — Лупер. Лина тут же бежит к Дуну и рассказывает ему о послании Лупера к мэру («Ваш подарок готов»). Лина и Дун открывают комнату 351 и находят забитое до отказа едой тайное убежище, в котором видят спящего в кресле мэра.
Лина сообщает помощнику мэра о предательстве главы города, но тот лишь отводит её к мэру на «очную ставку». Мэр видит шкатулку и пытается завладеть ей, но тут случается очередное отключение генератора. В темноте Лина забирает у мэра пластиковую карточку, которую тот носит в кармане, и убегает. Её и Дуна преследует полиция.
Найдя убежище в оранжерее, герои складывают пластиковые карточки вместе и понимают, что это ключ. Следуя инструкции, они активируют программу эвакуации. В городе начинается паника. Мэр города пытается скрыться в своём убежище, но когда закрывает дверь, его атакует гигантский крот.
Тем временем Дун, Лина и её сестра Поппи сплавляются на лодке по подземной реке и находят выход на поверхность Земли. Встретив первый в своей жизни рассвет, они бросают камень с посланием в дыру, на дне которой виднеется Эмбер. Это послание получает Лорис Харроу.

## В ролях
- Сирша Ронан — Лина Мэйфлит
- Мэри Кей Плейс — Миссис Мурдо
- Мэрианн Жан-Батист — Клэри
- Гарри Тредэвэй — Дун Хэрроу
- Мартин Ландау — Сал
- Тим Роббинс — Лорис Харроу
- Билл Мюррей — Мэр Коул
- Тоби Джоунс — Бартон Сноуд
- Лиз Смит — бабушка Лины
- Мэри Кей Плейс — миссис Мердо
- Маккензи Крук — Лупер
- Люсинда Драйзек — Лиззи Биско
- Иан Макэлхинни — строитель

## Съемки фильма
Фильм стал дебютом в кино режиссёра-мультипликатора Гила Кинана, автора «Дома-монстра» (2006).
Сценарий фильма написала Кэролайн Томпсон, автор сценариев для фильмов «Эдвард Руки-ножницы» и «Труп невесты».
Съемки фильма проходили в 2007 году в Белфасте (Ирландия). Макет города был построен в ангаре, в котором некогда был построен «Титаник».

## Номинации и награды
- 2008 — номинация на премию «Спутник» в категории «Лучший художник-постановщик» (Джон Биллингтон, Мартин Лэйнг).
- 2008 — номинация на премию «Спутник» в категории «Лучший дизайн костюмов» (Рут Майерс).
- 2009 — номинация на премию «Irish Film and Television Awards» в категории «Лучшая актриса» (Сирша Ронан).